# جوزيف فاسانو
جوزيف فاسانو (بالإنجليزية: Joseph Fasano)‏ هو شاعر أمريكي، ولد في 1982 في سوفرن في الولايات المتحدة.